# إيفاليزوماب
إيفاليزوماب هو جسم مضاد وحيد النسيلة أنتجته جينينتك وميرك سيرونو تحت اسم تجاري هو رابتيفا (Raptiva) صمم لعلاج الأمراض المناعية وسوّق لعلاج الصداف عن طريق الحقن تحت الجلد.
سحب من الأسواق عام 2009 بسبب تسببه بحالات عدوى مميتة للدماغ. ومن أعراضه الجانبية تسببه بحالات اعتلال الدماغ الأبيض المتعدد البؤر المترقي (PML) والإنتان البكتيري والتهاب السحايا الفايروسي والأمراض الفطرية.
إدارة الغذاء والدواء علقت استخدامه في الولايات المتحدة بينما وكالة الأدوية الأوروبية علقت استخدامه في الاتحاد الأوروبي بسبب مخاطر الإصابة باعتلال الدماغ الأبيض المتعدد البؤر المترقي. وقد أعلنت جينينتك عن سحبه اخيارياً في أبريل 2009.